# 彭雲鵬
彭雲鵬（1944年5月13日—），別名普拉約戈·潘格斯圖，是一名印尼華裔商業巨頭、投資者和慈善家，他是巴里多太平洋集團（Barito Pacific Group）的創始人，該集團從事林業、種植業、石油和天然氣、煤炭和金礦開採以及地熱開採。他的淨資產達529億美元，是印尼最富有的人。2019年，他被《富比士》評為印尼第三大富豪。

## 生平
彭雲鵬於1944年5月13日出生於西加里曼丹省孟加影縣， 祖籍來自中國廣東的汕尾市。他曾在印尼的中文學校就讀，1965年移居雅加達。1970年，彭雲鵬加入黃雙安的木材公司迪亞揚蒂集團（Djajanti Group），1976年被黃雙安任命為努山塔拉分部的總經理。1977年，他離開迪亞揚蒂集團，開始自己創業。
截至1993年，彭雲鵬控制的公司之一PT巴里多太平洋木材公司（PT Barito Pacific Timber Tbk）是雅加達證券交易所最大的公司。2007 年，該公司取消了「木材」一詞，以反映其多元化的業務範圍。
除了控制印尼最大的石化生產商錢德拉·阿塞姆石油化工公司（PT Chandra Asem Petrochemicals Tbk）的巴里多太平洋公司，彭雲鵬還控制著印尼最大的石油天然氣和地熱公司之一——星能公司（Star Energy）。錢德拉·阿塞姆和星能仍是巴里多太平洋公司的兩家主要業務子公司。
截至2009年，巴里多太平洋公司還擁有泛太平洋集團，後者持有泛太平洋鐵路基礎設施公司80%的股份。
2022年3月，由彭雲鵬控制的新加坡私人公司Green Era宣布以4.4億美元的價格從泰國BCPG公司手中收購星能公司33.33%的股份。彭雲鵬已擁有總部位於雅加達的星能公司66.6%的股份，最近的收購使彭雲鵬完全控制星能公司。